# (253) Mathilde
Pour les articles homonymes, voir Mathilde.
(253) Mathilde est un astéroïde de la ceinture principale d'environ 50 km de diamètre qui a été découvert par Johann Palisa en 1885. Il a une orbite relativement elliptique et met plus de quatre ans pour effectuer sa révolution autour du Soleil. Cet astéroïde a une durée de rotation anormalement lente, il met 17,4 jours pour réaliser une révolution de 360° autour de son axe. C'est un astéroïde primitif de type C, ce qui signifie que sa surface présente une proportion élevée de carbone ; ce qui lui donne une surface sombre qui reflète seulement 4 % de la lumière qui lui parvient.
Cet astéroïde a été visité par la sonde spatiale NEAR Shoemaker au cours du mois de juin 1997, alors qu'il était en route vers l'astéroïde (433) Éros. Pendant le survol, la sonde a pu imager un hémisphère de l'astéroïde, révélant de nombreux grands cratères qui ont creusé des dépressions à sa surface. Il a été le premier astéroïde de type C à être exploré, et le plus gros astéroïde jamais visité jusqu'à ce que (21) Lutèce ne le soit en 2010.

## Historique des observations
En 1880, Johann Palisa, alors directeur de l'observatoire naval autrichien, s'est vu offrir un poste d'assistant à l'observatoire de Vienne, récemment construit. Bien que ce poste représentait une rétrogradation pour Palisa, le nouvel observatoire lui a donné accès à la nouvelle lunette de 690 mm (27 po), le plus grand télescope du monde à cette époque. À ce stade, Palisa avait déjà découvert 27 astéroïdes, il utilisa ensuite les instruments de 690 mm et de 300 mm de Vienne pour découvrir 94 astéroïdes supplémentaires avant sa retraite.
Parmi ses découvertes, on compte l'astéroïde (253) Mathilde, découvert le 12 novembre 1885. Les premiers éléments orbitaux de l'astéroïde ont ensuite été calculés par Auguste Victor Lebeuf, un astronome travaillant à l'observatoire de Paris. Le nom de l'astéroïde a été suggéré par Lebeuf, d'après Mathilde, l'épouse de l'astronome français Maurice Lœwy - qui était le vice-directeur de l'observatoire de Paris de l'époque,.
En 1995, des observations au sol ont déterminé que (253) Mathilde est un astéroïde de type C. Il fut également constaté que sa période de rotation était anormalement longue.
Le 27 juin 1997, la sonde NEAR Shoemaker passa à 1212 km de (253) Mathilde en se déplaçant à une vitesse de 9,93 km/s. Cette approche étroite a permis à la sonde spatiale de capter plus de 500 images de la surface, et a fourni des données qui ont permis de déterminer les dimensions et la masse de l'astéroïde de façon plus précise (en se basant sur la perturbation gravitationnelle de l'engin spatial). Cependant, un seul hémisphère de (253) Mathilde a été photographié pendant le survol. Ce fut à cette époque le troisième astéroïde à être photographié à une distance proche, après (951) Gaspra et (243) Ida.

## Description
(253) Mathilde est très sombre, avec un albédo comparable à l'asphalte frais, et on pense qu'il partage la même composition que les météorites chondrites carbonées de type CI1 ou CM2, avec une surface dominée par les phyllosilicates. L'aspect sombre de l'astéroïde fut commenté par le responsable de la mission NEAR Shoemaker, Joseph Veverka, qui déclara que ce corps est deux fois plus sombre qu'un morceau de charbon de bois. L'astéroïde a un nombre certain de très grands cratères, les cratères individuels étant nommés par des gisements de charbon et des bassins miniers du monde entier. Les deux plus grands cratères, Ishikari (29,3 km) et du Karoo (33,4 km), sont aussi larges que le rayon moyen de l'astéroïde. Les impacts semblent avoir éjecté de gros volumes du corps parent hors de l'astéroïde, comme le suggèrent les bords angulaires des cratères. Il n'y a pas de différences de luminosité ou de couleur visibles dans les cratères et il n'y a aucun indice de stratification, de sorte que l'intérieur de l'astéroïde doit être très homogène. Il y a des indications de mouvement de matériau dans la direction des pentes de l'astéroïde.
La densité mesurée par NEAR Shoemaker, de 1300 kg/m³, est inférieure à la moitié de celle d'une chondrite carbonée typique ; cela peut indiquer que l'astéroïde est grossièrement couvert par une agglomération de débris. Cette caractéristique est vraie pour plusieurs astéroïdes de type C étudiés par des télescopes terrestres et équipés de systèmes d'optique adaptative ( (45) Eugénie, (90) Antiope, (87) Sylvia et (121) Hermione ). La porosité du corps est élevée, jusqu'à 50 % du volume intérieur de (253) Mathilde se compose de vide. Toutefois, l'existence d'un long escarpement de 20 km peut indiquer que l'astéroïde a une potentielle structure résistante, de sorte qu'il pourrait contenir des gros composants internes. La faible densité intérieure est un mauvais transmetteur pour les chocs d'impact à travers l'astéroïde, ce qui contribue également à préserver de façon efficace les caractéristiques de la surface. Certains scientifiques pensent que Mathilde a la consistance d'une pierre ponce et que les autres objets qui entouraient le Soleil à l'époque où il était encore jeune devaient avoir la même structure.
L'orbite de Mathilde est excentrique, l'objet se déplace jusqu'aux confins de la ceinture principale. Néanmoins, l'orbite se situe entièrement entre les orbites de Mars et de Jupiter ; il ne coupe pas les orbites planétaires. Il est également caractérisé par une des périodes de rotation des plus longues pour un astéroïde - la plupart des astéroïdes connus ont une période de rotation de l'ordre de 2-24 heures. En raison de la vitesse de rotation lente, la sonde NEAR Shoemaker n'a pu photographier que 60 % de la surface de l'astéroïde. La faible vitesse de rotation peut être expliquée par la présence d'un satellite en orbite de l'astéroïde, mais l'analyse des images prises de près n'a révélé aucun corps de plus de 10 km de diamètre à une distance de 20 fois le rayon de (253) Mathilde.